# جان باکلی (بازیکن فوتبال، زاده ۱۹۶۲)
جان باکلی (انگلیسی: John Buckley؛ زادهٔ ۱۸ مهٔ ۱۹۶۲) بازیکن فوتبال اهل بریتانیا است.
از باشگاه‌هایی که در آن بازی کرده‌است می‌توان به باشگاه فوتبال سلتیک، باشگاه فوتبال روترهام یونایتد، باشگاه فوتبال اسکانتورپ یونایتد، باشگاه فوتبال پاتریک تیسل، باشگاه فوتبال لیدز یونایتد، باشگاه فوتبال دونکستر راورز، و باشگاه فوتبال لستر سیتی اشاره کرد.